# MINURSO

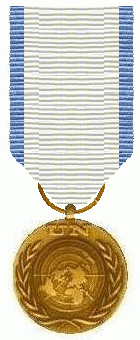
MINURSO-medaille

De Mission des Nations Unies pour l'organisation d'un référendum au Sahara Occidental (MINURSO) (Nederlands: Missie van de VN voor een Referendum in Westelijke Sahara; Engels: United Nations Mission for the Referendum in Western Sahara, is een VN-missie die op 29 april 1991 werd opgericht met resolutie 690 van de Veiligheidsraad om een referendum te organiseren over de toekomst van Westelijke Sahara.
In Westelijke Sahara, een woestijnregio in het noordwesten van Afrika, twisten de guerrillabeweging Polisario en het land Marokko sinds 1975 met elkaar om wie het gezag toekomt. MINURSO ziet ook toe op de handhaving van een staakt-het-vuren dat de strijdende partijen in 1991 zijn overeengekomen. Het referendum is door onenigheid tussen de partijen nooit van de grond gekomen, waardoor er een pat-stelling in het conflict is ontstaan.

## Doel van de missie

VN-vliegtuig in Al Ajoen

De kerntaak van MINURSO bestaat uit het houden van toezicht op de organisatie van een referendum over de toekomst van Westelijke Sahara. De organisatie werd op 29 april 1991 opgericht door de VN-Veiligheidsraad met resolutie 690.
Hoewel MINURSO – zoals de naam al aangeeft – eigenlijk speciaal voor het referendum was opgericht, moeten de militairen nu vooral toe zien op het staakt-het-vuren, dat de strijdende partijen Marokko en Polisario onder druk van VN overeen waren gekomen. MINURSO moest eveneens een troepenreductie van het Marokkaanse leger controleren. Daarnaast werden er afspraken gemaakt over vrijlating van politieke gevangenen en de uitwisseling van krijgsgevangenen. Van deze humanitaire afspraken kwam echter weinig terecht. Gevangenen werden door beide partijen slechts sporadisch vrijgelaten. Alleen het staakt-het-vuren wordt sindsdien gerespecteerd, een enkel incident daargelaten.

## Het referendum
Om te beginnen moesten alle kiesgerechtigden worden geïdentificeerd en geregistreerd. Het referendum zou kiezers vervolgens de keus geven tussen totale onafhankelijkheid van de Westelijke Sahara enerzijds, waarbij een nieuwe staat op de kaart gezet zou worden, en integratie met het koninkrijk Marokko anderzijds. Afhankelijk van de uitslag moest MINURSO ten slotte toezien op ofwel volledige terugtrekking van de Marokkaanse strijdkrachten uit de Westelijke Sahara, ofwel de demobilisatie van de Polisario-troepen.
Deze missie verliep niet voorspoedig. Al gauw kregen Polisario en Marokko ruzie over de criteria voor het opstellen van de lijsten met kiesgerechtigden. Polisario en de Verenigde Naties wilden de lijsten baseren op de Spaanse census uit de koloniale periode, die vrijwel uitsluitend uit Sahrawi – de oorspronkelijke bevolking van Westelijke Sahara – bestond en geen deelname van de later geïmmigreerde Marokkaanse kolonisten.
Marokko daarentegen wilde lijsten opstellen die een afspiegeling vormden van de bevolking na 1975, zodat de Marokkaanse migranten ook konden meestemmen en zij de uitslag in het voordeel van Marokko zouden beïnvloeden. De Marokkaanse kolonisten vestigden zich pas na de Groene Mars massaal in de Westelijke Sahara, als gevolg van een bewuste bevolkingspolitiek. Het was vooraf al duidelijk, dat een overweldigende meerderheid van de Sahrawi voor onafhankelijkheid zou stemmen.

## Verloop van de missie

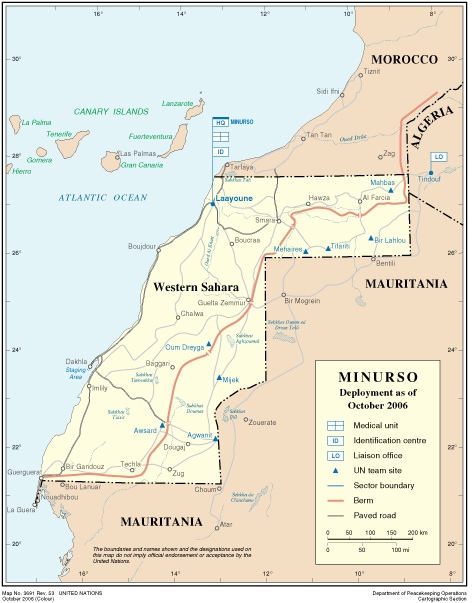
De ontplooiing van de MINURSO-missie in oktober 2006.

Om de impasse te doorbreken, benoemde secretaris-generaal Kofi Annan van de VN in 1997 oud-minister van buitenlandse zaken van de Verenigde Staten James Baker als speciaal gezant inzake het Sahara-conflict. Nog datzelfde jaar slaagde Baker erin de betrokken partijen de Houston-akkoorden te laten tekenen, die eveneens in een referendum voorzagen over de toekomst van de Westelijke Sahara. Alhoewel Marokko en Polisario opnieuw trachtten de lijsten te beïnvloeden middels bezwaarprocedures, werd het identificatieproces in 1999 uiteindelijk voltooid en publiceerde MINURSO de definitieve lijsten met kiesgerechtigden. Alle hoop op een volksraadpleging werd echter meteen de bodem ingeslagen, omdat Marokko besloot de Houston-akkoorden naast zich neer te leggen.
Sindsdien is er nauwelijks vooruitgang geboekt. Uit frustratie over het falen van alle voorstellen om het conflict op te lossen, nam James Baker in juni 2004 ontslag als speciaal gezant.

## Medaille

Het baton voor MINURSO.

Zoals gebruikelijk voor VN-vredesmissies, heeft de secretaris-generaal van de Verenigde Naties ook een MINURSO Medaille ingesteld die aan deelnemende militairen en politieagenten wordt verleend. De stroken aan de zijkant zijn blauw (zoals de VN-vlag), de middelste baan is zandbruin - verwijzend naar de Sahara. Voorwaarde is een deelnameperiode van negentig dagen.

## Samenstelling van de vredesmacht
MINURSO beschikte anno 2020 over 11 missie-posten, waarvan 6 in het noorden van Westelijke Sahara, onder andere in de hoofdstad Al Ajoen, 4 in het zuiden en 1 kantoor in de Algerijnse plaats Tindouf, waar ook de regering van de SADR in ballingschap zetelt en vluchtelingenkampen van de Sahrawi zijn gevestigd.
MINURSO is samengesteld uit, meestal bescheiden bijdragen, van veel verschillende landen. Die samenstelling veranderd vrij regelmatig.
Hieronder staat een tabel van de samenstelling, ergens rond 2009-2012.

Cijfers die gepubliceerd worden zijn wat verwarrend, omdat de onderverdeling naar militair versus civiel en geuniformeerd versus niet-geuniformeerd door elkaar lijken te lopen. Tot het militaire personeel behoren de contingenten, de experts en de stafofficieren. Het contingent is kennelijk de basisbezetting van het leidende land (anno 2014-2020 Bangladesh).
Op 30 april 2020 bestond MINURSO uit 195 handhavers, bestaande uit het Bangalese contingent van 20 soldaten, 7 Ghanese stafofficieren en 168 militaire experts.
| Staat                  | Contingent | Experts | Staf | Politie | Totaal |
| Argentinië             | 0          | 3       | 0    | 0       | 3      |
| Bangladesh             | 19         | 8       | 0    | 0       | 27     |
| België                 | 0          | 7       | 0    | 0       | 7      |
| Bhutan                 | 0          | 2       | 0    | 0       | 2      |
| Brazilië               | 0          | 10      | 0    | 0       | 10     |
| China                  | 0          | 12      | 0    | 0       | 12     |
| Djibouti               | 0          | 2       | 0    | 0       | 2      |
| Dominicaanse Republiek | 0          | 0       | 0    | 2       | 2      |
| Duitsland              | 0          | 2       | 0    | 0       | 2      |
| Ecuador                | 0          | 4       | 0    | 0       | 4      |
| Egypte                 | 0          | 19      | 0    | 0       | 19     |
| El Salvador            | 0          | 1       | 0    | 0       | 1      |
| Frankrijk              | 0          | 2       | 0    | 0       | 2      |
| Filipijnen             | 0          | 2       | 0    | 2       | 4      |
| Ghana                  | 0          | 8       | 7    | 0       | 15     |
| Guinee                 | 0          | 4       | 0    | 0       | 4      |
| Honduras               | 0          | 12      | 0    | 0       | 12     |
| Hongarije              | 0          | 6       | 0    | 0       | 6      |
| India                  | 0          | 3       | 0    | 0       | 3      |
| Indonesië              | 0          | 3       | 0    | 0       | 3      |
| Ierland                | 0          | 3       | 0    | 0       | 3      |
| Italië                 | 0          | 2       | 0    | 0       | 2      |
| Japan                  | 0          | 2       | 0    | 0       | 2      |
| Jordanië               | 0          | 2       | 0    | 0       | 2      |
| Kazachstan             | 0          | 5       | 0    | 0       | 5      |
| Kroatië                | 0          | 7       | 0    | 0       | 7      |
| Malawi                 | 0          | 3       | 0    | 0       | 3      |
| Maleisië               | 0          | 5       | 0    | 0       | 5      |
| Mexico                 | 0          | 4       | 0    | 0       | 4      |
| Mongolië               | 0          | 1       | 0    | 0       | 1      |
| Nepal                  | 0          | 6       | 0    | 0       | 6      |
| Nigeria                | 0          | 6       | 0    | 0       | 6      |
| Oostenrijk             | 0          | 5       | 0    | 0       | 5      |
| Pakistan               | 0          | 11      | 0    | 0       | 11     |
| Polen                  | 0          | 0       | 1    | 0       | 1      |
| Portugal               | 0          | 0       | 0    | 1       | 1      |
| Rusland                | 0          | 15      | 0    | 0       | 15     |
| Sri Lanka              | 0          | 4       | 0    | 0       | 4      |
| Togo                   | 0          | 2       | 0    | 0       | 2      |
| Zuid-Korea             | 0          | 4       | 0    | 0       | 4      |
| Zweden                 | 0          | 2       | 0    | 0       | 2      |
| Zwitserland            | 0          | 2       | 0    | 0       | 2      |
| Totaal                 | 19         | 193     | 8    | 5       | 220    |

Tijdens de jaarlijkse vergadering van de VN over de Westelijke Sahara gaan telkens stemmen op om de MINURSO te stoppen, aangezien er toch geen resultaten worden geboekt en de missie wel handenvol geld kost. Tot op heden is ze echter nog altijd actief. Zij zien voornamelijk toe op het handhaven van het staakt-het-vuren.